# Lista jocurilor video Yoshi
Această listă conține o enumerare a jocurilor video Yoshi.
| Titlu                                 | Sistem                    | An lansare | Japonia | Statele Unite ale Americii | Uniunea Europeană |
| ------------------------------------- | ------------------------- | ---------- | ------- | -------------------------- | ----------------- |
| Yoshi                                 | NES & Game Boy            | 1991       | DA      | DA                         | DA                |
| Yoshi's Cookie                        | NES, Super NES & Game Boy | 1992       | DA      | DA                         | DA                |
| Yoshi's Safari                        | Super NES                 | 1993       | DA      | DA                         | DA                |
| Super Mario World 2: Yoshi's Island   | Super NES                 | 1995       | DA      | DA                         | DA                |
| Yoshi's Story                         | Nintendo 64               | 1997       | DA      | DA                         | DA                |
| Yoshi's Island: Super Mario Advance 3 | Game Boy Advance          | 2002       | DA      | DA                         | DA                |
| Yoshi Touch & Go                      | Nintendo DS               | 2005       | DA      | DA                         | DA                |
| Yoshi Topsy-Turvy                     | Game Boy Advance          | 2004       | DA      | DA                         | DA                |
| Yoshi's Island DS                     | Nintendo DS               | 2006       | DA      | DA                         | DA                |